# Baron Burnham

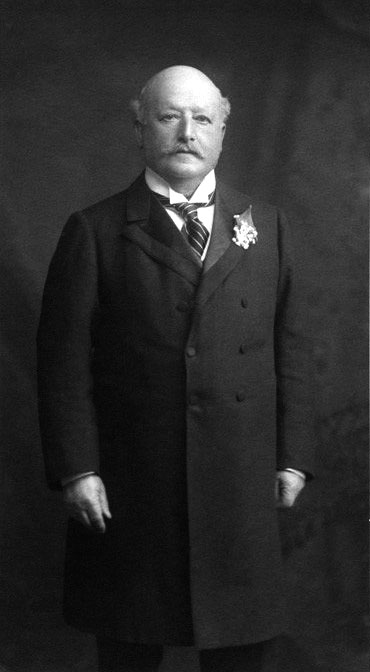
Edward Levy-Lawson, 1. Baron Burnham

Baron Burnham, of Hall Barn in the Parish of Beaconsfield in the County of Buckingham, ist ein erblicher britischer Adelstitel in der Peerage of the United Kingdom.

## Verleihung
Der Titel wurde am 31. Juli 1903 für den Zeitungsverleger Sir Edward Levy-Lawson, 1. Baronet, Eigentümer des Daily Telegraph, geschaffen. Ihm war bereits am 13. Oktober 1892 der fortan nachgeordnete Titel Baronet, of Hall Barn in The Parish of Beaconsfield in the County of Buckingham, verliehen worden.
Seinem ältesten Sohn, dem 2. Baron, wurde am 16. Mai 1919 zudem der Titel Viscount Burnham, of Hall Barn, Beaconsfield in the County of Buckingham, verliehen. Als dieser am 20. Juli 1933 ohne männliche Nachkommen starb, erlosch der Viscounttitel. Die Baronie und die Baronetcy fielen an seinen jüngeren Bruder als 3. Baron.
Heutiger Titelinhaber ist seit 2005 dessen Urenkel als 7. Baron. 

## Liste der Barone Burnham (1903)
- Edward Levy-Lawson, 1. Baron Burnham (1833–1916)
- Harry Levy-Lawson, 1. Viscount Burnham, 2. Baron Burnham (1862–1933)
- William Levy-Lawson, 3. Baron Burnham (1864–1943)
- Edward Lawson, 4. Baron Burnham (1890–1963)
- William Lawson, 5. Baron Burnham (1920–1993)
- Hugh Lawson, 6. Baron Burnham (1931–2005)
- Harry Lawson, 7. Baron Burnham (* 1968)

Aktuell existiert kein Titelerbe.